# 양응정
양응정(梁應鼎, 1519년 ~ 1581년)은 조선의 문신이다. 본관은 제주(濟州)이며, 양팽손(梁彭孫)의 아들이다. 자는 공섭(公燮), 호는 송천(松川)이다.

## 생애
1540년(중종 35) 생원시에 합격하고, 1552년(명종 7) 식년문과에 을과로 급제하였다. 공조좌랑으로서 1556년 중시문과에 장원으로 급제하여 호당(湖堂)에 뽑혔다.
1565년(명종 20년) 홍문관 수찬이 되었다. 진주목사를 거쳐 1574년(선조 7) 경주부윤으로 재직 중 진주목사로 있을 때 청렴하지 못하였다는 이유로 탄핵되었다.
1578년 공조참판으로서 성절사로 명나라에 다녀왔고, 성균관 대사성(大司成)에 이르렀다.

## 저서
- 『송천집』
- 『용성창수록(龍城唱酬錄)』

## 가족
- 증조부 : 양담(梁湛)
  - 조부 : 양이하(梁以河)
    - 부 : 양팽손(梁彭孫)

  - 외조부 : 김화(金話)
    - 모 : 금산 김씨(錦山金氏)
      - 형 : 양응태(梁應台)
        - 부인 : 임구령(林九齡)의 딸
          - 아들 : 양산룡(梁山龍)
          - 아들 : 양산숙(梁山璹)